# ゼリコ・ペトロヴィッチ
ジェリコ・ペトロヴィッチ（セルビア・クロアチア語: Željko Petrović, 1965年11月13日 - ）はモンテネグロ（旧ユーゴスラビア）・ニクシッチ出身の元サッカー選手、サッカー指導者。ポジションはディフェンダー、ミッドフィールダー。

## 人物
現役時代はオランダや日本など計4カ国、7つにクラブを渡り歩いた。ポジションは主にミッドフィールダーやサイドバック。労を惜しまない豊富な運動量と、旺盛なファイティングスピリットでサポーターの支持を集め、「ペトロ」の愛称で親しまれた。
2003-04シーズンをもって現役を引退。フェイエノールトのアシスタントトレーナーを経て、2006年秋にポルトガルリーグ・ボアヴィスタFC監督となるが、僅か2か月（2勝3敗1分）で解任された。2007-08シーズンはオランダ2部のRKCヴァールヴァイクの監督を務めるが、プレイオフの末に一部昇格を逃して辞任。2008年からはドイツのハンブルガーSVでコーチを務めた。
2010-11シーズンより、ウェストハム・ユナイテッドFCでアヴラム・グラント監督のアシスタントマネージャーとなったが、2010年11月23日に解任された。僅か4ヶ月の着任期間であった。去り際に「プレミアリーグのレベルが高いなんて神話」「どのチームも3人程度しか良い選手がいないし、そいつら以外はオランダリーグの最下位クラブでも通用しない」「ブンデスリーガのほうがレベルはずっと高い」とコメントを残している。
2011年から古巣・浦和レッドダイヤモンズの監督に就任したが、クラブは12年ぶりのJ2降格危機に瀕し、サポーターからは「いつになったら辞めるのか」など不満が噴出した。また、サッカー専門紙エル・ゴラッソの採点では3.5を5月7日の柏戦、9月17日の清水戦で記録している。Jリーグの監督経験者で3.5を複数回つけられたのは彼が初めてのケースである。
2011年10月16日、Jリーグ第29節、対大宮アルディージャ戦に敗れた後の監督会見で、2011年シーズン限りでの辞意を表明。同年10月20日、解任が発表された。リーグ戦績は29試合戦い6勝11分12敗というものだった。なお解任時点においてヤマザキナビスコカップでは勝ち残っており、決勝を目前にしての解任であった。
2012年2月17日、フース・ヒディンク監督とともにロシア・プレミアリーグのFCアンジ・マハチカラのコーチに就任することが発表された。
2013年7月、シーズン開始2試合で、ヒディンク監督が辞任するとともに自身も辞任。
2013年12月23日、UAEのアル・シャアブの監督に就任。
2014年7月、ディック・アドフォカート監督とともに、セルビア代表のアシスタントコーチに就任。11月に共に辞任。
2015年3月17日、アドフォカートとともに、サンダーランドAFCのアシスタントコーチに就任。
2016シーズンからADOデン・ハーグの監督に就任している。

## 所属クラブ
- 1986-1990  ブドゥチノスト・チトーグラード
- 1990-1991  ディナモ・ザグレブ
- 1991-1992  セビージャFC
- 1992-1994  FCデン・ボス
- 1994-1996  RKCヴァールヴァイク
- 1996-1997  PSVアイントホーフェン
- 1997.11-2000.9  浦和レッドダイヤモンズ
- 2000-2004  RKCヴァールヴァイク

## 個人成績
| 国内大会個人成績 | 国内大会個人成績   | 国内大会個人成績 | 国内大会個人成績 | 国内大会個人成績 | 国内大会個人成績 | 国内大会個人成績 | 国内大会個人成績 | 国内大会個人成績 | 国内大会個人成績 | 国内大会個人成績 | 国内大会個人成績 |
| 年度             | クラブ             | 背番号           | リーグ           | リーグ戦         | リーグ戦         | リーグ杯         | リーグ杯         | オープン杯       | オープン杯       | 期間通算         | 期間通算         |
| 年度             | クラブ             | 背番号           | リーグ           | 出場             | 得点             | 出場             | 得点             | 出場             | 得点             | 出場             | 得点             |
| ユーゴスラビア   | ユーゴスラビア     | ユーゴスラビア   | ユーゴスラビア   | リーグ戦         | リーグ戦         | リーグ杯         | リーグ杯         | オープン杯       | オープン杯       | 期間通算         | 期間通算         |
| ---------------- | ------------------ | ---------------- | ---------------- | ---------------- | ---------------- | ---------------- | ---------------- | ---------------- | ---------------- | ---------------- | ---------------- |
| 1986-87          | ブドゥチノスト     |                  | プルヴァ・リーガ | 17               | 0                |                  |                  |                  |                  |                  |                  |
| 1987-88          | ブドゥチノスト     |                  |                  | 18               | 3                |                  |                  |                  |                  |                  |                  |
| 1988-89          | ブドゥチノスト     |                  |                  | 21               | 3                |                  |                  |                  |                  |                  |                  |
| 1989-90          | ブドゥチノスト     |                  |                  | 20               | 1                |                  |                  |                  |                  |                  |                  |
| 1990-91          | ディナモ・ザグレブ |                  |                  | 32               | 2                |                  |                  |                  |                  |                  |                  |
| スペイン         | スペイン           | スペイン         | スペイン         | リーグ戦         | リーグ戦         | 国王杯           | 国王杯           | オープン杯       | オープン杯       | 期間通算         | 期間通算         |
| 1991-92          | セビージャ         |                  | プリメーラ       | 11               | 1                |                  |                  |                  |                  |                  |                  |
| オランダ         | オランダ           | オランダ         | オランダ         | リーグ戦         | リーグ戦         | リーグ杯         | リーグ杯         | KNVBカップ       | KNVBカップ       | 期間通算         | 期間通算         |
| 1992-93          | デン・ボス         |                  | エールディヴィジ | 13               | 1                |                  |                  |                  |                  |                  |                  |
| 1993-94          | デン・ボス         |                  | 2部              | 27               | 6                |                  |                  |                  |                  |                  |                  |
| 1994-95          | ヴァールヴァイク   |                  | エールディヴィジ | 30               | 4                |                  |                  |                  |                  |                  |                  |
| 1995-96          | ヴァールヴァイク   |                  | エールディヴィジ | 30               | 9                |                  |                  |                  |                  |                  |                  |
| 1996-97          | PSV                |                  | エールディヴィジ | 25               | 5                |                  |                  |                  |                  |                  |                  |
| 1997-98          | PSV                |                  | エールディヴィジ | 10               | 1                |                  |                  |                  |                  |                  |                  |
| 日本             | 日本               | 日本             | 日本             | リーグ戦         | リーグ戦         | リーグ杯         | リーグ杯         | 天皇杯           | 天皇杯           | 期間通算         | 期間通算         |
| 1997             | 浦和               | 37               | J                | 0                | 0                | -                | -                | 2                | 1                | 2                | 1                |
| 1998             | 浦和               | 6                | J                | 27               | 2                | 0                | 0                | 3                | 0                | 30               | 2                |
| 1999             | 浦和               | 6                | J1               | 19               | 1                | 4                | 0                | 0                | 0                | 23               | 1                |
| 2000             | 浦和               | 6                | J2               | 16               | 0                | 0                | 0                | -                | -                | 16               | 0                |
| オランダ         | オランダ           | オランダ         | オランダ         | リーグ戦         | リーグ戦         | リーグ杯         | リーグ杯         | KNVBカップ       | KNVBカップ       | 期間通算         | 期間通算         |
| 2000-01          | ヴァールヴァイク   |                  | エールディヴィジ | 21               | 2                |                  |                  |                  |                  |                  |                  |
| 2001-02          | ヴァールヴァイク   |                  | エールディヴィジ | 23               | 0                |                  |                  |                  |                  |                  |                  |
| 2002-03          | ヴァールヴァイク   |                  | エールディヴィジ | 22               | 1                |                  |                  |                  |                  |                  |                  |
| 2003-04          | ヴァールヴァイク   |                  | エールディヴィジ | 31               | 2                |                  |                  |                  |                  |                  |                  |
| 通算             | ユーゴスラビア     | ユーゴスラビア   | プルヴァ・リーガ | 108              | 9                |                  |                  |                  |                  |                  |                  |
| 通算             | スペイン           | スペイン         | プリメーラ       | 11               | 1                |                  |                  |                  |                  |                  |                  |
| 通算             | オランダ           | オランダ         | エールディヴィジ | 205              | 25               |                  |                  |                  |                  |                  |                  |
| 通算             | オランダ           | オランダ         | 2部              | 27               | 6                |                  |                  |                  |                  |                  |                  |
| 通算             | 日本               | 日本             | J1               | 46               | 3                | 4                | 0                | 5                | 1                | 55               | 4                |
| 通算             | 日本               | 日本             | J2               | 16               | 0                | 0                | 0                | -                | -                | 16               | 0                |
| 総通算           | 総通算             | 総通算           | 総通算           | 413              | 44               |                  |                  |                  |                  |                  |                  |

## 代表歴

### 出場大会
- 1990-1998  ユーゴスラビア代表

1998 ワールドカップ・フランス大会出場

### 試合数
- 国際Aマッチ 17試合（1990年-1998年）[9]

| ユーゴスラビア代表 | 国際Aマッチ | 国際Aマッチ |
| 年                 | 出場        | 得点        |
| ------------------ | ----------- | ----------- |
| 1990               | 1           | 0           |
| 1991               | 1           | 0           |
| 1992               | 0           | 0           |
| 1993               | 0           | 0           |
| 1994               | 0           | 0           |
| 1995               | 0           | 0           |
| 1996               | 0           | 0           |
| 1997               | 8           | 0           |
| 1998               | 7           | 0           |
| 通算               | 17          | 0           |

## 指導歴
- 2004-2005　 フェイエノールト　テクニカルコーチ
- 2006　 ボアヴィスタFC　監督
- 2007-2008　 RKCヴァールヴァイクセカンド　監督
- 2008-2009　 RKCヴァールヴァイク　監督
- 2009-2010　 ハンブルガーSV　アシスタントコーチ
- 2010.08-2010.11　 ウェストハム・ユナイテッドFC　アシスタントコーチ
- 2011-2011.10　 浦和レッドダイヤモンズ 監督
- 2012.2-2013.07　 FCアンジ・マハチカラ アシスタントコーチ
- 2013-2014  アル・シャアブ・シャールジャ 監督
- 2014.7-2014.11  セルビア代表 アシスタントコーチ
- 2015.3-2016  サンダーランドAFC アシスタントコーチ
- 2016-2017.2  ADOデン・ハーグ 監督
- 2017-2018  FCユトレヒト アシスタントコーチ
- 2019  PFCボテフ・プロヴディフ 監督
- 2019  プルセル・バダック・ランプンFC 監督
- 2020  NKインテル・ザプレシッチ 監督
- 2020-  フェイエノールト アシスタントコーチ

## タイトル

### 選手時代
PSVアイントホーフェン
- エールディヴィジ:1回（1996-97）
- ヨハン・クライフ・スハール:2回（1996、1997）